# Alex Ducas
Alexander "Alex" Ducas (Geraldton, 11 de dezembro de 2000) é um jogador australiano de basquete profissional que atualmente joga no Oklahoma City Thunder da National Basketball Association (NBA) e no Oklahoma City Blue da G-League.
Ele começou sua carreira nas ligas estaduais australianas antes de se mudar para os Estados Unidos em 2019 para jogar basquete universitário pelo Saint Mary's College of California.

## Início da vida e carreira
Ducas nasceu e foi criado em Geraldton, Austrália Ocidental, onde estudou no Nagle Catholic College.
Em 2016, Ducas estreou pelo Geraldton Buccaneers na State Basketball League (SBL) com média de 2,27 pontos em 22 jogos. Em 2017, ele jogou 13 jogos pelo Buccaneers com médias de 5,67 pontos e 1,4 rebotes. Em 2018, ele teve média de nove pontos em três jogos da SBL.
Em 2019, Ducas jogou nove jogos pelo BA Centre of Excellence na NBL1 e teve médias de 21,8 pontos, 3,6 rebotes, 1,4 assistências e 1,0 roubos de bola. Ele terminou o ano com os Buccaneers e os ajudou a vencer o título da SBL. Em 13 jogos, ele teve médias de 15,5 pontos, 3,9 rebotes e 3,0 assistências.

## Carreira universitária
Em 5 de novembro de 2019, Ducas fez sua estreia universitária nos Estados Unidos pela Saint Mary's College of California, registrando 3 pontos e 2 rebotes contra Wisconsin. Como calouro, Ducas jogou em 33 jogos, sendo titular em 11 jogos, maior número de um calouro desde Matthew Dellavedova. Em sua segunda temporada, Ducas sofreu uma lesão no tornozelo, fazendo com que ele jogasse em apenas 14 jogos. Antes de sua lesão, ele tinha média de 11,3 pontos, acertando 35,7% na linha de três pontos. Em seu terceiro ano, ele registrou 10,3 pontos. Em sua quarta temporada, Ducas teve média de 12,5 pontos, acertando 41,4% na linha de três pontos.
Em sua temporada final com Saint Mary's, Ducas foi titular em todos os jogos pela terceira temporada consecutiva, acertando 43,8% dos arremessos na faixa de três pontos, a melhor marca da carreira. Contra Davidson, Ducas registrou 23 pontos, o recorde da temporada, em 7 cestas de três. Com Saint Mary's, Ducas venceu o Torneio da WCC de 2024 e foi nomeado para a Segunda-Equipe da WCC pela segunda vez. Ducas teve médias de 9,9 pontos, 5,6 rebotes e 1,9 assistências.
Em seu quinto ano, Ducas terminou sua carreira universitária jogando em um recorde da universidade de 150 jogos e terminou em segundo lugar na história da universidade com 278 cestas de três pontos.

## Carreira profissional

### Oklahoma City Thunder (2024–Presente)
Depois de não ser selecionado no draft da NBA de 2024, Ducas se juntou ao Oklahoma City Thunder para a Summer League de 2024 e, em 16 de julho de 2024, assinou um acordo de duas vias com eles.

## Estatísticas da carreira

### Universidade
| Ano      | Equipe       | PJ  | PT   | MPJ  | AP   | 3P   | LL   | RT  | AS  | BR | TO   | PPJ  |
| -------- | ------------ | --- | ---- | ---- | ---- | ---- | ---- | --- | --- | -- | ---- | ---- |
| 2019–20  | Saint Mary's | 33  | 11   | .151 | .478 | .414 | .750 | 2.2 | .4  | .3 | 0.0  | 3.6  |
| 2020–21  | Saint Mary's | 14  | 9    | .220 | .413 | .328 | .842 | 4.4 | .5  | .5 | 0.1  | 7.9  |
| 2021–22  | Saint Mary's | 34  | 34   | .298 | .409 | .387 | .820 | 3.7 | .9  | .9 | 0.2  | 10.3 |
| 2022–23  | Saint Mary's | 35  | 35   | .313 | .433 | .414 | .868 | 4.3 | 1.0 | .9 | 0.4  | 12.5 |
| 2023–24  | Saint Mary's | 34  | 34   | .281 | .453 | .438 | .774 | 5.6 | 1.9 | .7 | 0.2  | 9.9  |
| Carreira | Carreira     | 150 | 24.6 | .252 | .437 | .396 | .810 | 4.0 | .9  | .6 | .180 | 8.8  |